# Kováčová (Rožňava)
Kováčová es un municipio del distrito de Rožňava en la región de Košice, Eslovaquia, con una población estimada a final del año 2024 de 60 habitantes.
Se encuentra ubicado al oeste de la región, en la cuenca hidrográfica del río Hernád, y cerca de la frontera con la región de Banská Bystrica y Hungría.

## Demografía
| Año        | 1994 | 2004     | 2014     | 2024    |
| ---------- | ---- | -------- | -------- | ------- |
| Población  | 116  | 94       | 62       | 60      |
| Diferencia |      | −18,96 % | −34,04 % | −3,22 % |

| Año        | 2023 | 2024    |
| ---------- | ---- | ------- |
| Población  | 58   | 60      |
| Diferencia |      | +3,44 % |